# Dolánky nad Ohří
Dolánky nad Ohří è un comune della Repubblica Ceca facente parte del distretto di Litoměřice, nella regione di Ústí nad Labem.